# Néa Mesimvría
Néa Mesimvría (en grec moderne : Νέα Μεσημβρία ou « Nouvelle-Méssembrie ») est un village du dème de Chalcédoine, district régional de Thessalonique, en Macédoine-Centrale, Grèce.
Selon le recensement de 2011, la population du village s'élève à 3 050 habitants.